# 북아메리카

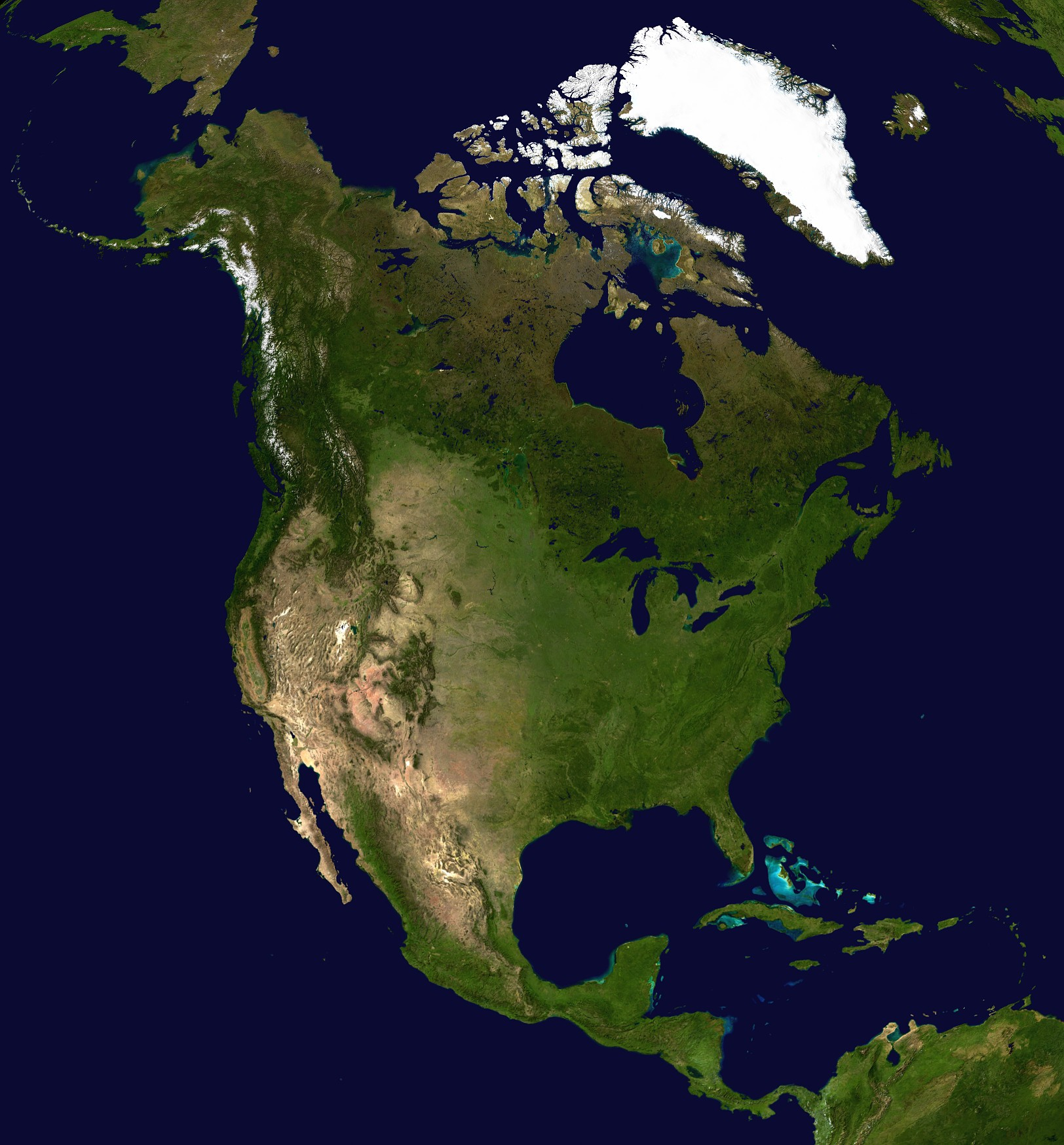
북아메리카의 인공위성 합성사진

북아메리카(영어: North America, 스페인어: América del Norte, 프랑스어: Amérique du Nord) 또는 북미(北美)는 지구의 북반구, 서반구에 위치한 대륙이다. 북쪽은 북극해, 동쪽은 북대서양, 남동쪽은 카리브해, 서쪽은 북태평양과 접하며, 남쪽으로는 파나마 지협을 통해 중앙아메리카와 연결된다.
북아메리카의 면적은 약 24,709,000km2로, 지구 면적의 4.8%, 전체 육지 면적의 16.5%를 차지한다. 2016년 기준으로 약 6억명이 살고 있다. 면적순으로 아시아와 아프리카에 이어 세 번째, 인구순으로 아시아, 아프리카, 유럽에 이어 네 번째에 해당하는 대륙이다.
북아메리카 대륙 동쪽에서 가장 돌출된 부분은 애팔래치아 산맥이며 서쪽에는 고산지대(로키산맥과 시에라마드레산맥)에 이어 알래스카에 이어 멕시코까지 해안이 나타난다.

## 인구
북아메리카에서는 5억 9,000만명이 조금 넘는 인구가 약 2,400만km2의 지역에 퍼져서 살고 있다. 따라서 인구 밀도는 1km2 당 24.6명으로서, 아시아의 69명이나 유럽의 80명과 비교하면 다른 신대륙과 같이 인구밀도가 낮다고 볼 수 있다. 그러나 나라별 인구밀도를 보면 미국, 캐나다에 비해 서인도제도의 일부 작은 섬들의 인구밀도가 대단히 높은데, 이는 초기 미주 정착이 서인도제도 섬들에서 시작한 데서 기인한다. 한 예로 이 가운데 큰 섬에 속한 푸에르토리코의 경우를 보면 1km2당 404명에 달하고 있는데, 이 숫자는 섬의 상당한 부분이 험한 산지이기 때문에 농업에 유리하지 않다는 사실을 생각하면 더욱 심각한 문제이다. 농업은 이 나라 제1의 산업이며, 경지면적에 대한 인구밀도는 약 540인/km2 이 넘는다.
북아메리카의 1900년대의 인구는 약 9,700만명이었는데 오늘날 6억명에 근접하고 있으니, 약 1세기 조금 넘는 기간 동안에 거의 6배 넘게 증가하였음을 보여주고 있다. 이 가운데서도 중앙메리카와 카리브해 지역에서는 인구가 빠르게 증가하고 있는 반면, 상대적으로 미국, 캐나다에서는 안정적으로 인구가 증가하고 있다.

### 언어

#### 주요 언어
- 영어
- 프랑스어
- 스페인어

#### 소수 언어
주로 이민자 사회에서 사용되는 언어로, 일반적으로 널리 사용되지는 않는다.
- 독일어
- 네덜란드어
- 중국어
- 이탈리아어

이외에도 다른 많은 나라의 이민자들이 자국어를 쓴다.

### 거주 인종
- 백인
- 흑인
- 황인
- 아메리카 원주민
- 에스키모
- 애버리진
- 물라토, 메스티소, 삼보 등 혼혈인

## 국가 목록
완전히 북아메리카로 분류되는 것은 미국과 캐나다뿐이며, 멕시코부터는 가끔 중앙아메리카라고도 분류된다. 혹은 쿠바와 바하마, 자메이카, 아이티, 도미니카 공화국, 세인트키츠 네비스, 앤티가 바부다, 도미니카 연방, 세인트루시아, 세인트빈센트 그레나딘, 그레나다, 바베이도스는 카리브라고도 분류된다.
- 북미
  - 캐나다
  - 미국
  - 그린란드
- 중미
  - 멕시코
  - 과테말라
  - 벨리즈
  - 엘살바도르
  - 온두라스
  - 니카라과
  - 코스타리카
  - 파나마
- 카리브
  - 쿠바
  - 바하마
  - 자메이카
  - 아이티
  - 도미니카 공화국
  - 세인트키츠 네비스
  - 앤티가 바부다
  - 도미니카 연방
  - 세인트루시아
  - 세인트빈센트 그레나딘
  - 그레나다
  - 바베이도스
  - 트리니다드 토바고

## 같이 보기
- 남아메리카
- 중앙아메리카
- 앵글로아메리카
- 북미 (지역)
- 북아메리카의 주권국과 속령 목록